# Gastrotheca trachyceps
Gastrotheca trachyceps é uma espécie de anfíbio da família Hemiphractidae.
É endémica da Colômbia.
Os seus habitats naturais são: regiões subtropicais ou tropicais húmidas de alta altitude e campos de altitude subtropicais ou tropicais.
Está ameaçada por perda de habitat.